# 沼にハマってきいてみた
『沼にハマってきいてみた』（ぬまにハマってきいてみた）は、日本放送協会（NHK）が、2018年10月1日からNHK Eテレにてレギュラー放送を行っている若者・ジュニア向けバラエティ番組。

## 概要
若者を中心としたSNSの世界では、趣味や嗜好のことを“沼”と称するとされ、若者言葉で趣味にどっぷり深く浸かることを「沼にハマる」と呼んでおり、「三省堂 現代新国語辞典 第六版」にも掲載されるほど広く使用されている。本番組では、そうした“沼にハマった”10代の若者たちの多種多様なる世界を深く掘り下げていく。
番組に出演する「ハマったさん」は、本名ではなく愛称で紹介される。芸能人も芸名以外の愛称で紹介されることがある。
NHKは広告放送が禁止であるが、当番組はコンピュータゲームや玩具などの商品名がそのまま使用され、沼のテーマになることもある。ただし企業名は放送されず、企業名が含まれる商品名は極力使用しない。
なお、本番組は前番組であった『Rの法則』が出演者の不祥事により番組打ち切りとなった後に、その穴埋め番組の一つとして2018年7月23日に放送されたのが最初である。その後、同月24日と30日に放送された後に10月1日よりレギュラー化されることが決定した。月曜日の生放送とその内容（若者向けニュースコーナーや謎解き企画）に『Rの法則』との共通点がある。
また、東日本大震災発生日の3月11日は前番組と違って震災関連の特集は組まず、過去に放送した特集の再放送に充てているが、震災10年の節目となる2021年は、NHK東日本大震災プロジェクトの一環として、3月8日の月曜生放送で東北特集を放送した。
桜井日奈子MCの月曜生放送は基本的に通常放送枠で再放送されることが無い。わずかながら深夜枠やセレクション枠で再放送されることがある。
主なコラボレーション企画として、2020年9月と2021年10月にNHK総合テレビの動物番組『ダーウィンが来た!』と、2021年1月と2022年3月に大河ドラマと、2021年8月にNHKによる戦時中の暮らしを後世に伝えていくプロジェクト『#あちこちのすずさん』と、2021年10月にEテレアニメ『宇宙なんちゃら こてつくん』とのコラボと、2023年11月25日には『スゴEフェス』とのコラボ生放送が実施された。
放送枠拡大の生放送スペシャルとして、毎年12月に「クリスマススペシャル」、2020年より毎年11月にバーチャル学園祭「NUMMER SONIC」（ヌマーソニック）を放送している。ヌマーソニックは、2021年には3日連続・各日40分（うち1日は収録放送）の拡大版で放送された。2021年以降は、18時45分〜19時25分の40分拡大版も多く放送されている。
2022年4月からの番組改編により、これまでの月 - 水曜の週3日放送から月・火曜の週2日放送に変更。また、放送開始時間がこれまでから35分繰り下げられ、19時30分開始となる。更に、同年3月をもって、番組開始からMCを務めてきた高橋茂雄（サバンナ）、桜井、松井愛莉、ナレーションの小野寺一歩が卒業。4月からDJ松永（Creepy Nuts）とサーヤ（ラランド）が2代目MCを務め、新たなナレーションとして花守ゆみりが加入。リニューアルに伴い、番組のセット・ロゴも一新された。
リニューアル後は、基本的に月曜に収録放送を、火曜に生放送を行っていた。また番組冒頭には、収録・生放送を問わず、10代へのインタビューコーナー「ぬまろく」が放送されることが多い。ヌマーソニックも、第1期に引き続き開催・放送されている。
2023年3月をもって、DJ松永が番組を卒業。後任として、同年4月からハマ・オカモト（OKAMOTO'S）がサーヤと共にMCを務める。また、放送曜日が土曜日に移動となり、放送時間が45分に拡大された。
2024年4月末から10月の間は、ハマ・オカモトが体調不良のため活動休止していた。

## 出演
番組キャラクター
- ぬっしー（声：伊東健人）

誕生日は8月1日。なお、ぬっしーは伊東のことを「お友達の声優」と言っている。

### 2023年4月以降
MC
- サーヤ（ラランド）
- ハマ・オカモト（OKAMOTO'S）

企画プレゼンター
ぬまけん!アニメマンガ研究会
- 野田クリスタル（マヂカルラブリー）
- オカリナ（おかずクラブ）

ぬまポチャ
- きょん（コットン）
- 森本晋太郎（トンツカタン）

第442回「お笑い沼&ぬっしーのキャラソンを作ろう」（2023年11月11日放送）ではリポーターとして出演。
ハマったさんリポーター
- 華
- 鎮西寿々歌（FRUITS ZIPPER）
- 西本たける（スーパーサイズ・ミー）
- 桑山隆太（WATWING）
- #KTちゃん

ナレーター
- 花守ゆみり
- 小野寺一歩

花守がナレーションを欠席のピンチヒッターのみ。
- 置鮎龍太郎

臨時出演者。不定期でスタジオMC、不定期でナレーターを担当。
- 梅津秀行

臨時出演者。不定期でナレーターを担当。

### 2022年4月〜2023年3月
MC
- DJ松永（Creepy Nuts）
- サーヤ（ラランド）

ぬまメン
準レギュラーとして、日替わりでのスタジオ出演や、ロケなどを担当。
- くれいじーまぐねっと（エア、UraN、浅見めい）
- もーりーしゅーと（もーりー、しゅーと）
- 華
- 金子隼也
- わたげ
- 杢代和人（原因は自分にある。）

ナレーター
- 花守ゆみり

その他
- R-指定（Creepy Nuts）

松永が体調不良により欠席した2022年4月26日・5月16日及び2023年1月24日放送分で代打を担当（番組ではゲスト扱い）。
- 竹内順子

臨時出演者。不定期でナレーターを担当。

### 2018年10月〜2022年3月
MC
- 高橋茂雄（サバンナ）
- 桜井日奈子：月曜生放送担当
- 松井愛莉：火曜・水曜担当

ナレーター
- 小野寺一歩

その他
- 杉岡英樹（NHKアナウンサー、当時、協会本部メディア総局アナウンス部所属）

新型コロナウイルス緊急事態宣言発令に伴う協会内非常体制時の臨時出演者。2020年4月20日 - 5月18日の月曜生放送スタジオMC、2020年4月28日のナレーターを担当。

## 放送リスト
- 放送リストは各年度の新作を記述。
- ゲスト欄の太字はハマったさん（有名人）、ハマった神。括弧は放送当時の所属グループ、もしくは出演メンバー。
- 「きょうの沼」に「○○2」と書かれている場合は、事実上第2弾でも番組内でそのような扱いがされていないことがある。
- 再放送は除く。

### 2018年度
| 回 | きょうの沼               | ゲスト                                                             | 初回放送日     | 備考         |
| -- | ------------------------ | ------------------------------------------------------------------ | -------------- | ------------ |
| 1  | 声優&牛                  | 石川由依 梶裕貴                                                    | 2018年 7月23日 | 生放送       |
| 2  | ピクサー                 | 伊藤かりん（乃木坂46） トレンディエンジェル                        | 7月24日        | 桜井MC       |
| 3  | チョコミント             | 向井慧（パンサー） うしくろ みっくす                               | 7月30日        | 桜井MC       |
| 4  | ブレイクダンス           | 池田美優 ゴリ（ガレッジセール）                                    | 10月1日        | 生放送       |
| 5  | ボルダリング             | 尾川とも子                                                         | 10月2日        |              |
| 6  | グルーガン               | 山木梨沙（カントリー・ガールズ／カレッジ・コスモス）               | 10月3日        |              |
| 7  | 謎解き                   | ちゅうえい（流れ星） 完熟フレッシュ パンサー（菅良太郎、尾形貴弘） | 10月8日        | 生放送       |
| 8  | 昆虫                     | 朝日奈央 DJ KOO（TRF） 森上信夫                                    | 10月9日        |              |
| 9  | 空                       | 佐々木恭子                                                         | 10月10日       |              |
| 10 | YouTuber                 | ワタナベマホト 東海オンエア（てつや、しばゆー、としみつ）          | 10月15日       | 生放送       |
| 11 | 羊毛フェルト             | 光浦靖子（オアシズ）                                               | 10月16日       |              |
| 12 | ミニ四駆                 | かえひろみ 棚橋弘至                                                | 10月17日       |              |
| 13 | 沼ニュース タピオカ      | 和牛 阿久津仁愛                                                    | 10月22日       | 生放送       |
| 14 | 競歩                     | 八木真澄（サバンナ） 吉住友希                                      | 10月23日       |              |
| 15 | ハロウィーン             | おかずクラブ                                                       | 10月24日       |              |
| 16 | eスポーツ                | 歌広場淳（ゴールデンボンバー）                                     | 11月5日        | 生放送       |
| 17 | ハリー・ポッター         | ピエール・ボハナ                                                   | 11月6日        |              |
| 18 | きのこ                   | たんぽぽ                                                           | 11月7日        |              |
| 19 | 謎解き2                  | パンサー ちゅうえい（流れ星） ゆな                                 | 11月12日       | 生放送       |
| 20 | 自撮り                   | ニッチェ Hinata                                                    | 11月13日       |              |
| 21 | カレー                   | 木下隆行（TKO）                                                    | 11月14日       |              |
| 22 | 沼ニュース2 90年代ギャル | 青山テルマ                                                         | 11月19日       | 生放送       |
| 23 | デニム                   | 濱口優（よゐこ）                                                   | 11月20日       |              |
| 24 | お好み焼き               |                                                                    | 11月21日       |              |
| 25 | マジック                 | 岡井千聖                                                           | 12月3日        | 生放送       |
| 26 | みかん                   | 織田奈那（欅坂46）                                                 | 12月4日        |              |
| 27 | コスプレ                 | おかずクラブ えなこ Vipera                                         | 12月10日       | 生放送       |
| 28 | からくり装置             | 竹若元博（バッファロー吾郎）                                       | 12月11日       |              |
| 29 | ラーメン                 | 岡井千聖 SUSURU                                                    | 12月12日       |              |
| 30 | お笑い                   | 朝日奈央 ウエストランド Aマッソ 虹の黄昏                           | 12月17日       | 生放送       |
| 31 | 2.5次元舞台              | 横田龍儀 立石俊樹 陳内将 宮崎湧 藤田玲 美山加恋                    | 12月18日       |              |
| 32 | クリスマス               | 黒沢かずこ（森三中）                                               | 12月19日       |              |
| 33 | クリスマスSP             | 小関裕太 ちぃたん☆ RAM 富士葵 ねお 崎山蒼志                        | 12月25日       | 生放送 MC3人 |
| 34 | かるた                   | 池田美優                                                           | 2019年 1月8日  |              |
| 35 | デコ                     | バービー（フォーリンラブ） こうじょうちょー                        | 1月9日         |              |
| 36 | 飛行機                   | 鈴木奈々                                                           | 1月15日        |              |
| 37 | 3x3                      | 田村裕（麒麟） 桜井日奈子 鈴木慶太 岩下達郎                        | 1月16日        |              |
| 38 | 謎解き3                  | パンサー 光浦靖子（オアシズ） ゆきりぬ                             | 1月21日        | 生放送       |
| 39 | ペットボトル             | レッド吉田（TIM）                                                  | 1月22日        |              |
| 40 | 沼ニュース3 ロボット     | 市川紗椰 里見優衣                                                  | 1月28日        | 生放送       |
| 41 | 天体観測                 | 小沢一敬（スピードワゴン）                                         | 1月29日        |              |
| 42 | ニッポン大好き           | 村雨辰剛                                                           | 1月30日        |              |
| 43 | スケボー                 | ゆきぽよ                                                           | 2月4日         | 生放送       |
| 44 | スー女                   | 千原ジュニア（千原兄弟） 山根千佳 久志本眞子                       | 2月5日         |              |
| 45 | 特撮ヒーロー             | 中川翔子 勝亦博物館                                                | 2月6日         |              |
| 46 | 踊り手                   | 八木真澄（サバンナ） りりり リアルアキバボーイズ あおい ATY        | 2月18日        | 生放送       |
| 47 | バンドリ!                | 加賀楓（モーニング娘。'19） Roselia                                | 2月19日        |              |
| 48 | パンダ                   | 柴田英嗣（アンタッチャブル）                                       | 2月20日        |              |
| 49 | お笑い2                  | 朝日奈央 魔人無骨 サツマカワRPG マヂカルラブリー                   | 2月25日        | 生放送       |
| 50 | トリックアート           | 佐藤詩織（欅坂46） えっちゃん                                      | 2月26日        |              |
| 51 | チアリーディング         | ダレノガレ明美                                                     | 2月27日        |              |
| 52 | 意味なし                 | 八木真澄（サバンナ） 鈴木奈々 森翔太 ほしあさひ                    | 3月4日         | 生放送       |
| 53 | 音フェチ                 | 廣田あいか 宇田川ももか                                            | 3月5日         |              |
| 54 | 吹奏楽                   | 山岡ゆり 豊田萌絵 オザワ部長 Foorin                                | 3月20日        |              |
| 55 | あんさんぶるスターズ!    | 神尾晋一郎 小野友樹 北村諒 高坂知也 岩井勇気（ハライチ） 桑原聖    | 3月25日        | 松井MC       |
| 56 | 日向坂46                 | 日向坂46 宮川一朗太                                                | 3月26日        |              |

### 2019年度
| 回  | きょうの沼                     | ゲスト                                                                                | 初回放送日     | 備考       |
| --- | ------------------------------ | ------------------------------------------------------------------------------------- | -------------- | ---------- |
| 57  | eスポーツ2 ぷよぷよ            | 松井玲奈 もこう アール あめみやたいよう momoken                                       | 2019年 4月8日  | 生放送     |
| 58  | クラゲ                         | 柴田英嗣（アンタッチャブル）                                                          | 4月9日         |            |
| 59  | 蒼井翔太                       | 蒼井翔太 向清太朗（天津）                                                             | 4月10日        |            |
| 60  | 謎解き4                        | パンサー 加藤諒 えっちゃん 町田啓太                                                   | 4月15日        | 生放送     |
| 61  | ミュージカル                   | 歌広場淳（ゴールデンボンバー） 石橋杏実 飯田洋輔                                      | 4月16日        |            |
| 62  | けん玉                         | ワッキー（ペナルティ） イージー                                                       | 4月17日        |            |
| 63  | ジャグリング                   | レボリューションMAYU（Chu-Z） SASUKE                                                  | 4月22日        | 生放送     |
| 64  | 応援                           | バービー（フォーリンラブ）                                                            | 4月23日        |            |
| 65  | アカペラ                       | 久保史緒里（乃木坂46）                                                                | 4月24日        |            |
| 66  | なわとび                       | 武井壮                                                                                | 5月7日         |            |
| 67  | アメコミ                       | 才原茉莉乃                                                                            | 5月8日         |            |
| 68  | 完コピ                         | 福島善成（ガリットチュウ） Mr.シャチホコ iKON                                         | 5月13日        | 生放送     |
| 69  | お城                           | 小沢一敬（スピードワゴン） 岡田愛 八木真澄（サバンナ）                                | 5月14日        |            |
| 70  | 探検                           | 朝日奈央                                                                              | 5月15日        |            |
| 71  | YouTuber2 すしらーめん《りく》 | すしらーめん《りく》 スカイピース 八木真澄（サバンナ）                                | 5月20日        | 生放送     |
| 72  | ジオラマ                       | 岩井勇気（ハライチ）                                                                  | 5月21日        |            |
| 73  | 紙ヒコーキ                     | Gパンパンダ（星野光樹、一平）                                                         | 5月22日        |            |
| 74  | 工作                           | 喜矢武豊（ゴールデンボンバー） 久保田雅人 ギャル電                                    | 6月3日         | 生放送     |
| 75  | 納豆                           | DJ KOO（TRF） ねば〜る君                                                              | 6月4日         |            |
| 76  | 一輪車                         | 織田信成                                                                              | 6月5日         |            |
| 77  | フリースタイルバスケ           | NINJA SKILL BALLERZ                                                                   | 6月10日        | 生放送     |
| 78  | たこ                           | 鈴木奈々                                                                              | 6月11日        |            |
| 79  | トランポリン                   | 小島よしお                                                                            | 6月12日        |            |
| 80  | 謎解き5                        | パンサー（尾形貴弘、菅良太郎） 小関裕太 トラウデン直美 ねお                           | 6月17日        | 生放送     |
| 81  | お笑い3                        | 朝日奈央 3時のヒロイン エル・カブキ バチョフ                                          | 6月24日        | 生放送     |
| 82  | イルカ                         | 鈴木奈々 ミキ（昴生 亜生）                                                            | 6月25日        |            |
| 83  | 折り紙                         | 佐藤詩織 有澤悠河                                                                     | 6月26日        |            |
| 84  | 合唱                           | 安住紳一郎 SHISHAMO                                                                   | 7月8日         | 生放送     |
| 85  | キャンプ                       | 西村瑞樹（バイきんぐ）                                                                | 7月9日         |            |
| 86  | 文房具                         | 三戸なつめ                                                                            | 7月10日        |            |
| 87  | ブロック                       | 藤本淳史（田畑藤本）                                                                  | 7月16日        |            |
| 88  | GENERATIONS from EXILE TRIBE   | GENERATIONS from EXILE TRIBE 武井壮                                                   | 7月17日        | 桜井MC     |
| 89  | クイズ                         | 伊沢拓司 QuizKnock（こうちゃん、ナイスガイ須貝、ふくらP） ひょっこりはん ゆな         | 7月22日        | 生放送     |
| 90  | DISH//                         | DISH// 西村真二（ラフレクラン／吉本坂46）                                             | 7月23日        | 桜井MC     |
| 91  | 深海生物                       | さかな芸人ハットリ                                                                    | 7月24日        |            |
| 92  | お笑い4                        | 朝日奈央 冷蔵庫マン ママタルト インポッシブル                                         | 7月29日        | 生放送     |
| 93  | 落語                           | 桂宮治                                                                                | 7月30日        |            |
| 94  | 盆栽                           | 加藤諒 山本彩加（NMB48）                                                              | 7月31日        |            |
| 95  | 俳句                           | 夏井いつき                                                                            | 9月2日         | 生放送     |
| 96  | サーフィン                     | トム・ブラウン 川合美乃里 岩見天獅 新井央真 長沢侑磨 寺田文太                         | 9月3日         |            |
| 97  | プリン                         | 真壁刀義 濱口竜平                                                                     | 9月4日         |            |
| 98  | 謎解き6                        | パンサー ゆきぽよ おるたなChannel 加藤諒 佐野和真                                     | 9月9日         | 生放送     |
| 99  | ネコ                           | 岩井勇気（ハライチ）                                                                  | 9月10日        |            |
| 100 | ヨーヨー                       | 鈴木福 高田柊                                                                         | 9月11日        |            |
| 101 | はちみつ                       | 鉢嶺杏奈                                                                              | 9月18日        |            |
| 102 | 激レア部活                     | タイムマシーン3号 白鳥久美子（タンポポ） カミナリ                                     | 9月23日        | 生放送     |
| 103 | 積み上げ                       | テツandトモ（テツ、トモ）                                                             | 9月24日        |            |
| 104 | BMX                            | 久松郁実                                                                              | 9月25日        |            |
| 105 | 筋肉                           | なかやまきんに君 ファイルーズあい 谷本道哉 村雨辰剛                                   | 9月30日        | 生放送     |
| 106 | 和太鼓                         | 真矢（LUNA SEA）                                                                      | 10月1日        |            |
| 107 | IZ*ONE                         | IZ*ONE                                                                                | 10月2日        |            |
| 108 | クイズ2                        | QuizKnock 小沢一敬（スピードワゴン） えっちゃん 流れ星 さかな芸人ハットリ             | 10月7日        | 生放送     |
| 109 | 空想都市                       | 新井愛瞳（アップアップガールズ（仮））                                                | 10月8日        |            |
| 110 | 妖怪                           | 中川翔子 3時のヒロイン                                                                | 10月9日        |            |
| 111 | 書道                           | 川島明（麒麟）                                                                        | 10月15日       |            |
| 112 | ヲタ芸                         | フワちゃん                                                                            | 10月16日       |            |
| 113 | ご当地グルメ 粉もん            | 八木真澄（サバンナ） ニッチェ                                                         | 10月21日       | 生放送     |
| 114 | 庭づくり                       | 村雨辰剛                                                                              | 10月22日       |            |
| 115 | サンドアート                   | 平野ノラ                                                                              | 10月23日       |            |
| 116 | VTuber                         | 電脳少女シロ ピーナッツくん ChroNoiR                                                  | 10月28日       | 生放送     |
| 117 | 釣り                           | 白川裕二郎（純烈）                                                                    | 11月5日        |            |
| 118 | マスコット                     | 土屋礼央（RAG FAIR） マリノス君                                                       | 11月6日        |            |
| 119 | 謎解き7                        | パンサー ナダル（コロコロチキチキペッパーズ） 井上裕介（NON STYLE） ゆきりぬ 松岡広大 | 11月11日       | 生放送     |
| 120 | パン                           | 花澤香菜                                                                              | 11月12日       |            |
| 121 | 銭湯                           | 吉田莉桜                                                                              | 11月13日       |            |
| 122 | ゲーム実況                     | もこう マックスむらい 高橋名人                                                        | 11月18日       | 生放送     |
| 123 | Perfume                        | Perfume                                                                               | 11月20日       | 完全版あり |
| 124 | はやわざサミット               | ちゅうえい（流れ星）                                                                  | 11月25日       | 生放送     |
| 125 | 恐竜                           | 太田夢莉（NMB48）                                                                     | 11月26日       |            |
| 126 | 馬                             | 吉村崇（平成ノブシコブシ）                                                            | 11月27日       |            |
| 127 | サバイバル                     | 八木真澄（サバンナ） リュウジ                                                         | 12月2日        | 生放送     |
| 128 | お笑い5                        | ゆきぽよ ヤーレンズ ジェラードン キュウ                                               | 12月9日        | 生放送     |
| 129 | ゆめかわいい                   | 平井“ファラオ”光（馬鹿よ貴方は） ひろみん.com                                         | 12月10日       |            |
| 130 | 自作ゲーム                     | 倉持由香                                                                              | 12月11日       |            |
| 131 | クロースアップマジック         | 朝日奈央 藤森慎吾（オリエンタルラジオ／RADIO FISH） 丸山真一                          | 12月16日       | 生放送     |
| 132 | プロレス                       | 桃野美桜 倉持明日香                                                                   | 12月17日       |            |
| 133 | MAP                            | 三戸なつめ                                                                            | 12月18日       |            |
| 134 | アニソン×クリスマスパーティー  | 岩井勇気（ハライチ） 梶裕貴 内田真礼 オーイシマサヨシ 春奈るな                        | 12月21日       | 生放送     |
| 135 | スター・ウォーズ               | 佐々木久美（日向坂46） 加藤史帆（日向坂46）                                           | 12月24日       |            |
| 136 | どろだんご                     | 光浦靖子（オアシズ）                                                                  | 2020年 1月14日 |            |
| 137 | 激レアスポーツ                 | ティモンディ                                                                          | 1月15日        |            |
| 138 | 謎解き8                        | パンサー ねお 三四郎（小宮浩信、相田周二）                                            | 1月20日        | 生放送     |
| 139 | コマ撮り                       | 塚地武雅（ドランクドラゴン）                                                          | 1月21日        |            |
| 140 | ミニカー                       | 森永卓郎                                                                              | 1月22日        |            |
| 141 | 踊り手2                        | 流れ星 りりり いりぽん先生 仮面ライアー217 SHARE LOCK HOMES                           | 1月27日        | 生放送     |
| 142 | デジタルアート                 | 堀未央奈（乃木坂46）                                                                  | 1月28日        |            |
| 143 | フライングディスク             | 武井壮                                                                                | 1月29日        |            |
| 144 | ビートボックス                 | Daichi TATSUYA DORE Shimo-Ren Kohey momimaru                                          | 2月3日         | 生放送     |
| 145 | VTuber2 バーチャル・シンガー   | 富士葵 HIMEHINA MonsterZ MATE ピーナッツくん                                          | 2月10日        | 生放送     |
| 146 | アクロバット                   | 西野未姫                                                                              | 2月11日        |            |
| 147 | ガンプラ                       | 寺島拓篤                                                                              | 2月12日        |            |
| 148 | スゴ技サミット 回転編          | KAMIWAZA uiui先輩                                                                     | 2月17日        | 生放送     |
| 149 | カッティングアート             | 久保田雅人                                                                            | 2月18日        |            |
| 150 | 激レア楽器                     | りんごちゃん 川島素晴                                                                 | 3月2日         | 生放送     |
| 151 | 忍者                           | 八木真澄（サバンナ）                                                                  | 3月3日         |            |
| 152 | 弾いてみた ピアノ              | ムック よみぃ                                                                         | 3月4日         |            |
| 153 | BEYOOOOONDS                    | BEYOOOOONDS しばたありぼぼ（ヤバイTシャツ屋さん） 末吉9太郎（CUBERS）                 | 3月18日        |            |

### 2020年度
| 回  | きょうの沼                                  | ゲスト | 初回放送日    | 備考        |
| --- | ------------------------------------------- | --- | ------------- | ----------- |
| 154 | おうちあそび                                | ちゅうえい（流れ星） いりぽん先生 仮面ライアー217 オーイシマサヨシ | 2020年 4月6日 | 生放送      |
| 155 | ファッションショー                          | | 4月7日        |             |
| 156 | いちご                                      | 吉田朱里（NMB48） | 4月8日        |             |
| 157 | オモ写                                      | 金村美玖（日向坂46） | 4月14日       |             |
| 158 | 似顔絵                                      | はいだしょうこ | 4月15日       |             |
| 159 | おうちでできるもん!                         | 杉岡英樹 QuizKnock ストレッチマン がんこちゃん | 4月20日       | 生放送      |
| 160 | おうちでできるもん!2                        | 杉岡英樹 QuizKnock ストレッチマン がんこちゃん 斎藤工 | 4月27日       | 生放送      |
| 161 | Girls2                                      | Girls2 サンシャイン池崎 | 4月28日       | [ 注釈 20 ] |
| 162 | おうちでできるもん!3 どうぶつの森           | 杉岡英樹 ゆきぽよ フィッシャーズ | 5月11日       | 生放送      |
| 163 | 鳥                                          | ちゅうえい（流れ星） | 5月12日       |             |
| 164 | スタンプ                                    | 若槻千夏 mame&co | 5月13日       |             |
| 165 | クイズ3                                     | 杉岡英樹 QuizKnock | 5月18日       | 生放送      |
| 166 | ミキ                                        | ミキ | 6月1日        | 生放送      |
| 167 | フィッシャーズ                              | フィッシャーズ | 6月8日        | 生放送      |
| 168 | ペーパークラフト                            | できたくん | 6月9日        |             |
| 169 | 吹いてみた サックス                         | | 6月10日       |             |
| 170 | 謎解き9                                     | 草薙航基（宮下草薙） 横山だいすけ | 6月15日       | 生放送      |
| 171 | ドローン競技                                | | 6月16日       |             |
| 172 | 弁当                                        | はるあん | 6月17日       |             |
| 173 | みんなでアニメ応援                          | えなこ 岩井勇気（ハライチ） | 6月22日       | 生放送      |
| 174 | パズル                                      | 工藤遥 | 6月23日       |             |
| 175 | メーク                                      | ゆな | 6月24日       |             |
| 176 | バトル女子                                  | おばたのお兄さん | 7月1日        |             |
| 177 | ボカロ                                      | 初音ミク 西川貴教 | 7月6日        | 生放送      |
| 178 | 発明                                        | | 7月7日        |             |
| 179 | 金魚                                        | 照英 | 7月8日        |             |
| 180 | BiSH                                        | BiSH | 7月13日       | 生放送      |
| 181 | おうちカラオケ                              | | 7月14日       |             |
| 182 | マスキングテープ                            | | 7月15日       |             |
| 183 | ドット絵                                    | ちゅうえい（流れ星） 朝日奈央 | 7月20日       | 生放送      |
| 184 | ティモンディ                                | ティモンディ | 7月27日       | 生放送      |
| 185 | 弾いてみた 和楽器                           | 小林幸子 | 7月28日       |             |
| 186 | DIY                                         | 山之内すず | 7月29日       | MC高橋のみ  |
| 187 | リモート遊び                                | 積分サークル 高瀬敦也 | 8月25日       |             |
| 188 | ヘアアレンジ                                | 平野ノラ | 9月1日        |             |
| 189 | 昭和レトロ                                  | | 9月2日        |             |
| 190 | アニソン・ダンスバトル                      | オーイシマサヨシ 佐久間大介（Snow Man） | 9月7日        | 生放送      |
| 191 | おうちでつくってみた                        | 岩井勇気（ハライチ） | 9月9日        |             |
| 192 | 謎解き10                                    | 梶裕貴 三四郎 | 9月14日       | 生放送      |
| 193 | かわいいアニマル                            | 中務裕太（GENERATIONS from EXILE TRIBE） | 9月15日       | [ 注釈 26 ] |
| 194 | HIMEHINA                                    | HIMEHINA オーイシマサヨシ | 9月16日       |             |
| 195 | シューティング                              | 平野ノラ | 9月22日       |             |
| 196 | 漫画                                        | 宮田俊哉（Kis-My-Ft2） ときわ藍 | 9月23日       |             |
| 197 | ラーメン2                                   | 高柳明音（SKE48） | 9月29日       |             |
| 198 | 吹奏楽2                                     | 3時のヒロイン（福田麻貴、ゆめっち、かなで） オザワ部長 | 9月30日       | 完全版あり  |
| 199 | 踊り手3                                     | いりぽん先生 SHARE LOCK HOMES めろちん まなこ | 10月5日       | 生放送      |
| 200 | たまご                                      | 白岩瑠姫（JO1） 豆原一成（JO1） | 10月6日       |             |
| 201 | ARバトル                                    | カイ（超特急） ユーキ（超特急） | 10月7日       |             |
| 202 | RCカー                                      | 大家志津香（AKB48） | 10月13日      |             |
| 203 | 再現してみた                                | 直田姫奈 | 10月14日      |             |
| 204 | 笑える動画                                  | わっきゃい ガーリィレコードチャンネル 山之内すず | 10月19日      | 生放送      |
| 205 | イモ                                        | | 10月20日      |             |
| 206 | インラインスケート                          | 武井壮 | 10月21日      |             |
| 207 | ディズニー音楽                              | 斎藤司 あやなん アヤノダガネ | 10月26日      | 収録/桜井MC |
| 208 | 謎解き11                                    | チョコレートプラネット 浪川大輔 斉藤壮馬 | 11月2日       | 生放送      |
| 209 | プリンセス                                  | りゅうちぇる | 11月4日       |             |
| 210 | ヌマーソニック2020 〜尊きバーチャル学園祭〜 | オーイシマサヨシ Little Glee Monster GENERATIONS from EXILE TRIBE 3時のヒロイン ミルクボーイ ネスとぅーし from リアルアキバボーイズ 富士葵 電脳少女シロ ピーナッツくん | 11月9日       | 生放送      |
| 211 | ダンボールアート                            | 北川愛乃（SKE48） | 11月10日      |             |
| 212 | すとぷり                                    | すとぷり 岡本信彦 | 11月11日      |             |
| 213 | ダンスチャレンジ                            | 竹脇まりな 豆原一成（JO1） 川尻蓮（JO1） | 11月16日      | 生放送      |
| 214 | スラックライン                              | ティモンディ | 11月17日      |             |
| 215 | びっくり楽器                                | ちゅうえい（流れ星） | 11月18日      |             |
| 216 | 自転車                                      | 猪野広樹 | 11月24日      |             |
| 217 | 空想動画                                    | アイデンティティ VTR出演：クロちゃん（安田大サーカス） | 11月25日      |             |
| 218 | NiziU                                       | NiziU あ〜ちゃん（Perfume） | 12月1日       | 完全版あり  |
| 219 | eスポーツ3 パズルゲーム                     | もこう あめみやたいよう 星街すいせい ともくん | 12月7日       | 生放送      |
| 220 | おうちカフェ                                | 世志琥 | 12月8日       |             |
| 221 | あえてひとりでやってみた                    | 崎山つばさ | 12月9日       |             |
| 222 | マジックバトル                              | ゆきぽよ | 12月14日      | 生放送      |
| 223 | はたらく車                                  | 箕輪はるか（ハリセンボン） ワタリ119 すなお | 12月15日      |             |
| 224 | ドール                                      | よしあき ミチ | 12月16日      |             |
| 225 | 「しんど〜い」 クリスマスSP                 | オーイシマサヨシ 岩井勇気（ハライチ） 3時のヒロイン ハラミちゃん 梶裕貴 VTR出演：春奈るな                                                                              | 12月21日      | 生放送      |
| 226 | 鉄道 乗り鉄編                               | 末永桜花（SKE48） | 12月22日      |             |
| 227 | 鉄道 鉄道模型編                             | 土佐兄弟 | 12月23日      |             |
| 228 | SixTONES                                    | SixTONES ちゅうえい（流れ星） | 2021年 1月5日 |             |
| 229 | 武将 明智光秀編                             | 武内駿輔 山本博（ロバート） | 1月12日       | [ 注釈 31 ] |
| 230 | SNSコーデ                                   | カイ（超特急） | 1月13日       |             |
| 231 | 四千頭身                                    | 四千頭身 | 1月18日       | 生放送      |
| 232 | 科学実験                                    | 市岡元気 太田さちか RIKU（THE RAMPAGE from EXILE TRIBE） | 1月25日       | 生放送      |
| 233 | #あるある                                   | 土佐兄弟 しゃかりき 鈴木福 VTR出演：むくえな なかやまきんに君 | 2月1日        | 生放送      |
| 234 | ロールケーキ                                | 向井慧（パンサー） | 2月2日        |             |
| 235 | チョコレート                                | 久間田琳加 | 2月3日        |             |
| 236 | SNSミュージック                             | 花村想太（Da-iCE） Tani Yuuki ゆりめり うっちーぜろ | 2月15日       | 生放送      |
| 237 | ライバー                                    | ミチ | 2月16日       |             |
| 238 | Vlog                                        | 東京ホテイソン | 2月17日       |             |
| 239 | チョコレートプラネット                      | チョコレートプラネット 中務裕太（GENERATIONS from EXILE TRIBE） | 2月22日       | 生放送      |
| 240 | ものまね                                    | 松浦航大 Mr.シャチホコ 福山絢水 | 3月1日        | 生放送      |
| 241 | シャボン玉                                  | 河田陽菜（日向坂46） | 3月2日        |             |
| 242 | 抹茶                                        | カイ（超特急） | 3月3日        |             |
| 243 | 東北ハマったさんSP                          | 佐々木莉佳子（アンジュルム） | 3月8日        | 生放送      |
| 244 | デコ2                                       | Machico | 3月9日        |             |
| 245 | ギター弾き語り                              | 大原櫻子 ひらめ 鈴木鈴木 | 3月10日       |             |
| 246 | スゴ技サミット2021                          | ヴァンゆん | 3月15日       | 生放送      |
| 247 | 美部屋                                      | アインシュタイン | 3月17日       |             |
| 248 | ボカロ2                                     | 鏡音リン・レン フィッシャーズ（マサイ、モトキ） VTR出演：初音ミク | 3月22日       | 生放送      |

#### ぬっしーアニメ
2020年度の月曜生放送に設けられたミニアニメ。1話1分。
登場人物
ほぼ全てのキャラクターを伊東健人が演じているが、となりのおねえさんのみ古賀葵である。
- ぬっしー

沼の妖精。ゲーム・声優・野球・ラップにハマっている。
- となりのおねえさん

隣に住むお姉さん。ゲーム実況界隈では「ぬま姉」で知られるカリスマ。マンホールにハマっている。
- ぬしおにいさん

普段は陰キャ。体操にハマっている。体操の時にはイケボでアツいキャラに。
- ぬしえママ

家の中では常にパック（お悩み相談のコーナーでのみ外している）。美容にハマっている。
- ぬしベビー

「ばぶぅ」しかしゃべらないが、実は一家最強の頭脳の持ち主。かくれんぼにハマっている。
- ぬしばーちゃん

見かけによらずハマっていることはDJ。サイバーおばあちゃんである。
スタッフ
- キャラクターデザイン・監修・制作：神風動画

放映リスト
| 回 | タイトル                                                                       | 放送日         |
| -- | ------------------------------------------------------------------------------ | -------------- |
| 1  | ぬしもんファンタジー #1                                                        | 2020年 4月6日  |
| 2  | ぬしもんファンタジー #2                                                        | 4月20日        |
| 3  | ぬしもんファンタジー #3                                                        | 4月27日        |
| 4  | ぬしもんファンタジー #4                                                        | 5月11日        |
| 5  | 新・体操のおにいさん Eテレに爆誕!?                                             | 6月1日         |
| 6  | ある意味ホラー!? 新・体操のおにいさん 2                                        | 6月8日         |
| 7  | 分裂!昇天!? 新・体操のおにいさん 3                                             | 6月22日        |
| 8  | 壮絶ゲームバトル!ぬっしーvs.ぬしおにいさん                                     | 7月6日         |
| 9  | ぬっしーvs.超絶ゲーマー・ぬしえママ!                                           | 7月13日        |
| 10 | ぬっしーvs.天才ぬしベビー!実におもしろい…                                      | 7月20日        |
| 11 | ぬっしー（cv.伊東健人）vs.ぬま姉（cv.古賀葵）!                                 | 7月27日        |
| 12 | 立ちはだかる謎の仮面!衝撃の正体とは…?                                          | 9月7日         |
| 13 | ぬっしー（cv.伊東健人）vs.ぬしばーちゃん（cv.伊東健人）!ぬしモン最強の行方は!? | 9月14日        |
| 14 | 「沼野家の一族」初めてだよ! ぬっしー一家全員集合!                              | 10月5日        |
| 15 | 温泉旅行中にぬしベビー失踪!? 君は見つけられるか!?                              | 10月19日       |
| 16 | ぬしえママのお悩み相談 第1回                                                   | 11月2日        |
| 17 | ぬしえママのお悩み相談 第2回                                                   | 11月16日       |
| 18 | 沼野家の一族 第弍話                                                            | 12月7日        |
| 19 | ぬしベビーを探せ! 第2回                                                        | 12月14日       |
| 20 | ぬしベビーを探せ! 第3回                                                        | 12月21日       |
| 21 | ぬまっ子体操 第4話                                                             | 2021年 1月18日 |
| 22 | ぬまっ子体操 第5話                                                             | 1月25日        |
| 23 | ぬしえママのお悩み相談 第3回                                                   | 2月15日        |
| 24 | 沼野家の一族 第3話                                                             | 2月22日        |
- 2020年8月には、番組公式ツイッター上に伊東と古賀の対談をベースにした「ぬっしー企画」が配信された。

### 2021年度
| 回  | きょうの沼                                                                         | ゲスト | 初回放送日     | 備考                                             |
| --- | ---------------------------------------------------------------------------------- | --- | -------------- | ------------------------------------------------ |
| 249 | ぬ!マガジン                                                                        | 金指一世（美 少年／ジャニーズJr.） くれいじーまぐねっと しぐれうい | 2021年 4月5日  | 生放送                                           |
| 250 | 発明2                                                                              | サンシャイン池崎 りんごちゃん AMEMIYA | 4月6日         |                                                  |
| 251 | 空を飛ぶ                                                                           | 鈴木拓（ドランクドラゴン） | 4月7日         |                                                  |
| 252 | ドラム                                                                             | Kaito（インナージャーニー） 香音 | 4月12日        | 生放送                                           |
| 253 | VRバトル                                                                           | リョウガ（超特急） ユーキ（超特急） | 4月13日        |                                                  |
| 254 | JO1                                                                                | JO1 Kemio | 4月14日        |                                                  |
| 255 | 科学実験2                                                                          | 市岡元気 くられ ゆきりぬ VTR出演：野口聡一 | 4月19日        | 生放送                                           |
| 256 | 宇宙                                                                               | 大西卓哉 VTR出演：野口聡一 | 4月20日        |                                                  |
| 257 | カレーパンVS.メロンパン                                                            | 土佐兄弟 | 4月21日        |                                                  |
| 258 | 音ゲー                                                                             | DOLCE. 丹生明里（日向坂46） 社築 | 4月26日        | 生放送                                           |
| 259 | ストリートパフォーマンス                                                           | 川尻蓮（JO1） | 5月11日        |                                                  |
| 260 | ギョーザ                                                                           | エイトブリッジ（別府ともひこ、篠栗たかし） | 5月12日        |                                                  |
| 261 | 謎解き12                                                                           | 川島如恵留（Travis Japan／ジャニーズJr.） 野田クリスタル（マヂカルラブリー） 八木真澄（サバンナ）                                                                                                | 5月17日        | 生放送                                           |
| 262 | スマホアプリ                                                                       | かじがや卓哉 | 5月18日        |                                                  |
| 263 | 踊ってみた 激レアダンス編                                                          | 足太ぺんた | 5月19日        |                                                  |
| 264 | キングダム                                                                         | 森田成一 若月佑美 VTR出演：福山潤 | 5月24日        | 生放送                                           |
| 265 | アニメづくり1                                                                      | ROLAND VTR出演：福山潤 | 5月25日        | [ 注釈 38 ]                                      |
| 266 | アニメづくり2                                                                      | ROLAND VTR出演：平井大 | 5月26日        | [ 注釈 38 ]                                      |
| 267 | バスケットボール                                                                   | ともやん | 5月31日        | 生放送                                           |
| 268 | から揚げVS.ハンバーグ                                                              | 東京ホテイソン | 6月8日         |                                                  |
| 269 | フィギュア                                                                         | 佐田正樹 | 6月9日         |                                                  |
| 270 | ぬ!マガジンvol.2                                                                   | 景井ひな、もーりー（BUDDiiS） しゅーと（BUDDiiS） VTR出演：マヂカルラブリー（野田クリスタル、村上） 神尾晋一郎                                                                                   | 6月14日        | 生放送                                           |
| 271 | トリック動画                                                                       | 土佐兄弟 りかりこ | 6月15日        |                                                  |
| 272 | カーレース                                                                         | 児嶋一哉（アンジャッシュ） | 6月16日        |                                                  |
| 273 | 新記録                                                                             | おかずクラブ | 6月22日        |                                                  |
| 274 | 雨の日                                                                             | 竹内朱莉（アンジュルム） 上國料萌衣（アンジュルム） | 6月23日        |                                                  |
| 275 | ぬ!マガジンvol.3                                                                   | 寺島拓篤 紗蘭 オガトレ | 6月28日        | 生放送                                           |
| 276 | 勉強応援                                                                           | 須貝駿貴 こうちゃん 葉一 吉野邦明 | 7月5日         | 生放送                                           |
| 277 | ストーン                                                                           | 香音 | 7月6日         |                                                  |
| 278 | 犬                                                                                 | 富田鈴花（日向坂46） | 7月7日         |                                                  |
| 279 | なわとびVS.けん玉                                                                  | 金城碧海（JO1） 豆原一成（JO1） | 7月12日        | 生放送                                           |
| 280 | かき氷                                                                             | 松田好花（日向坂46） | 7月13日        |                                                  |
| 281 | 熱帯魚                                                                             | さかな芸人ハットリ 伊達花彩（いぎなり東北産） | 7月14日        |                                                  |
| 282 | #あちこちのすずさん                                                                | 八乙女光（Hey! Say! JUMP） VTR出演：毒蝮三太夫 海老名香葉子 | 8月9日         | 生放送                                           |
| 283 | eスポーツ4 モンスト                                                                | 川尻蓮（JO1） タイガー桜井 | 9月6日         | 生放送                                           |
| 284 | レシピ動画                                                                         | 3時のヒロイン | 9月7日         |                                                  |
| 285 | 描いてみた イラスト                                                                | 夢咲ももな | 9月8日         |                                                  |
| 286 | ぬ!マガジンvol.4                                                                   | あみか・音羽（48-フォーエイト）、修一朗 VTR出演：WurtS | 9月13日        | 生放送                                           |
| 287 | チーズ                                                                             | 曽田陵介 | 9月14日        |                                                  |
| 288 | カレー2                                                                            | 流れ星☆ | 9月21日        |                                                  |
| 289 | 内田雄馬                                                                           | 内田雄馬 吉田直樹 | 9月22日        |                                                  |
| 290 | ブレイキン                                                                         | 飯沼月光 小手川結翔 石川勝之 | 9月27日        | 生放送                                           |
| 291 | 写真                                                                               | ゆな VTR出演：立木義浩 | 9月28日        |                                                  |
| 292 | 踊ってみた 激レアダンス編2                                                         | ユーキ（超特急） | 9月29日        |                                                  |
| 293 | 科学実験3                                                                          | 市岡元気 五十嵐美樹 くられ 佐藤大樹（EXILE／FANTASTICS from EXILE TRIBE） | 10月4日        | 生放送                                           |
| 294 | メシとも                                                                           | 松村沙友理 | 10月5日        |                                                  |
| 295 | サーモン                                                                           | 高本彩花（日向坂46） | 10月6日        |                                                  |
| 296 | Stray Kids                                                                         | Stray Kids 与那嶺瑠唯（THE RAMPAGE from EXILE TRIBE） 池田彪馬（SUPER★DRAGON） VTR出演：2PM | 10月12日       |                                                  |
| 297 | ライフハック                                                                       | 逢田梨香子 百瀬拓実 VTR出演：曽田陵介、木内舞留 | 10月18日       | 生放送                                           |
| 298 | 小説                                                                               | 小倉唯 | 10月19日       |                                                  |
| 299 | ロボット                                                                           | 鈴木絢音（乃木坂46） | 10月20日       |                                                  |
| 300 | どうぶつえん                                                                       | 森田ひかる（櫻坂46） | 10月26日       | [ 注釈 44 ]                                      |
| 301 | ロケット                                                                           | 市岡元気 海老野心 | 10月27日       | [ 注釈 45 ]                                      |
| 302 | キャンプ2                                                                          | 八乙女光（Hey! Say! JUMP） | 11月2日        |                                                  |
| 303 | ごみ拾い                                                                           | 長濱ねる | 11月9日        |                                                  |
| 304 | ビーズ                                                                             | カイ（超特急） | 11月10日       |                                                  |
| 305 | ヌマーソニック2021 〜尊き青春リベンジ〜 Day1：音楽祭 Day2：アニメ祭 Day3：謎解き祭 | Kis-My-Ft2 - Day1：リュックと添い寝ごはん、花譜、VTR出演：Ado - Day2：古賀葵 - Day3：池田レイラ（完熟フレッシュ）、VTR出演：佐々木大光（7 MEN 侍／ジャニーズJr.） 内海誠子 岡島遼太郎 尾倉ケント | 11月15日       | 全て18:45 - 19:25 Day1とDay3は生放送 Day3はMC3人 |
| 306 | ヌマーソニック2021 〜尊き青春リベンジ〜 Day1：音楽祭 Day2：アニメ祭 Day3：謎解き祭 | Kis-My-Ft2 - Day1：リュックと添い寝ごはん、花譜、VTR出演：Ado - Day2：古賀葵 - Day3：池田レイラ（完熟フレッシュ）、VTR出演：佐々木大光（7 MEN 侍／ジャニーズJr.） 内海誠子 岡島遼太郎 尾倉ケント | 11月16日       | 全て18:45 - 19:25 Day1とDay3は生放送 Day3はMC3人 |
| 307 | ヌマーソニック2021 〜尊き青春リベンジ〜 Day1：音楽祭 Day2：アニメ祭 Day3：謎解き祭 | Kis-My-Ft2 - Day1：リュックと添い寝ごはん、花譜、VTR出演：Ado - Day2：古賀葵 - Day3：池田レイラ（完熟フレッシュ）、VTR出演：佐々木大光（7 MEN 侍／ジャニーズJr.） 内海誠子 岡島遼太郎 尾倉ケント | 11月17日       | 全て18:45 - 19:25 Day1とDay3は生放送 Day3はMC3人 |
| 308 | 人気3麺バトル                                                                      | 雨宮天 ゆな | 11月24日       |                                                  |
| 309 | ぬ!マガジンvol.5                                                                   | DISH// ギュナイ滝美 勅使河原空 RUSY | 11月29日       | 生放送 18:45 - 19:25                             |
| 310 | 数学                                                                               | 本田望結 ヨビノリたくみ | 11月30日       |                                                  |
| 311 | ハンバーガー                                                                       | 樋口晃平 | 12月1日        |                                                  |
| 312 | 勉強応援2                                                                          | こうちゃん 須貝駿貴 葉一 吉野邦昭 | 12月6日        | 生放送                                           |
| 313 | INI                                                                                | INI 伊東健人 | 12月7日        |                                                  |
| 314 | イルミネーション                                                                   | 高柳明音 | 12月8日        |                                                  |
| 315 | クリスマスSP スイーツ編                                                            | 植村颯太 だれウマ | 12月14日       |                                                  |
| 316 | クリスマスSP ディナー編                                                            | 神田裕行 | 12月15日       |                                                  |
| 317 | 沼カワイイアワード2021                                                             | asmi おさき | 12月20日       | 生放送                                           |
| 318 | グミ                                                                               | 佐藤ノア | 12月21日       |                                                  |
| 319 | 高専ロボコン                                                                       | 浅川梨奈 VTR出演：小島瑠璃子 | 12月22日       |                                                  |
| 320 | オールヌマー感謝祭                                                                 | 川尻蓮（JO1） 白岩瑠姫（JO1） 岩本勉 | 12月27日       | 生放送                                           |
| 321 | AKB48                                                                              | AKB48 FISHBOY | 12月29日       |                                                  |
| 322 | スマホ動画テク                                                                     | Chinozo 杢代和人（原因は自分にある。） | 2022年 1月11日 |                                                  |
| 323 | 食パンアレンジ                                                                     | はるあん | 1月12日        |                                                  |
| 324 | 応援男子                                                                           | 竹内朱莉（アンジュルム） | 1月17日        | 生放送                                           |
| 325 | スニーカー                                                                         | 石川翔鈴 | 1月18日        |                                                  |
| 326 | ボカロ3                                                                            | 巡音ルカ フィッシャーズ（マサイ、モトキ） 初音ミク | 1月24日        | 生放送 18:45 - 19:25 ぬっしーは出演なし          |
| 327 | ヌマリンピック2022                                                                 | 髙橋未来虹 市岡元気 土井レミイ杏利 | 1月31日        | 生放送                                           |
| 328 | カーリング                                                                         | 大澤明美 西岡星汰、木村伊吹（Team Mecury From Zero PLANET） | 2月1日         |                                                  |
| 329 | サラダ                                                                             | 谷まりあ | 2月2日         |                                                  |
| 330 | Y2Kカルチャー                                                                      | 華 | 2月9日         |                                                  |
| 331 | バレンタインアニソンSP                                                             | オーイシマサヨシ ClariS ReoNa | 2月14日        | 生放送                                           |
| 332 | 卒業制作ムービー                                                                   | くれいじーまぐねっと | 2月16日        |                                                  |
| 333 | 睡眠                                                                               | HINATA（iScream） 崎山つばさ | 2月22日        |                                                  |
| 334 | 美部屋2                                                                            | くれいじーまぐねっと | 3月1日         |                                                  |
| 335 | ハマって学ぶ                                                                       | 武井壮 | 3月2日         |                                                  |
| 336 | 進撃の巨人                                                                         | 梶裕貴 石川由依 井上麻里奈 | 3月7日         | 生放送                                           |
| 337 | ネコ2                                                                              | サンシャイン池崎 | 3月8日         |                                                  |
| 338 | 鎌倉幕府                                                                           | ティモンディ（高岸宏行、前田裕太） | 3月9日         | [ 注釈 50 ]                                      |
| 339 | BE:FIRST                                                                           | BE:FIRST 大島美幸（森三中） | 3月15日        |                                                  |
| 340 | SUPER BEAVER                                                                       | SUPER BEAVER 石田明（NON STYLE） | 3月16日        |                                                  |
| 341 | MC卒業SP                                                                           | VTR出演：SASUKE | 3月21日        | 生放送 MC3人                                     |

### 2022年度
| 回  | きょうの沼                                               | ゲスト                                                                                     | ぬまメン                         | 初回放送日     | 備考                                   |
| --- | -------------------------------------------------------- | ------------------------------------------------------------------------------------------ | -------------------------------- | -------------- | -------------------------------------- |
| 342 | 信号機                                                   | RIKU（THE RAMPAGE from EXILE TRIBE）                                                       | くれまぐ                         | 2022年 4月4日  |                                        |
| 343 | デコチャリ                                               | 髙地優吾（SixTONES）                                                                       | 金子                             | 4月5日         | 生放送                                 |
| 344 | シャーペン                                               | 森田ひかる（櫻坂46）                                                                       | もりしゅ                         | 4月11日        |                                        |
| 345 | DTM                                                      | 西洸人（INI）                                                                              | わたげ                           | 4月12日        | 生放送                                 |
| 346 | 塩                                                       | 上國料萌衣（アンジュルム）                                                                 | 杢代                             | 4月18日        |                                        |
| 347 | ミニ四駆                                                 |                                                                                            | 華                               | 4月19日        | 生放送 MCはサーヤのみ                  |
| 348 | バルーンアート                                           | 曽田陵介                                                                                   | くれまぐ                         | 4月25日        | MCはサーヤのみ                         |
| 349 | VTuber                                                   | 月ノ美兎 甲賀流忍者ぽんぽこ ピーナッツくん R-指定（Creepy Nuts） VTR出演：おめがシスターズ | もりしゅ                         | 4月26日        | 生放送 MCはサーヤのみ                  |
| 350 | ハマったさんボイス                                       |                                                                                            | 杢代 わたげ                      | 5月9日         | [ 注釈 51 ]                            |
| 351 | 南国果樹                                                 | 浦野秀太（OWV） R-指定（Creepy Nuts）                                                      | わたげ UraN                      | 5月16日        | MCはサーヤのみ                         |
| 352 | 貝殻拾い                                                 | 田辺莉咲子                                                                                 | わたげ                           | 5月17日        | 生放送                                 |
| 353 | ポリネシアンダンス                                       | 加賀楓（モーニング娘。'22）                                                                | もりしゅ                         | 5月24日        | 生放送                                 |
| 354 | フライドポテト                                           | パパラピーズ                                                                               | 金子                             | 6月6日         |                                        |
| 355 | ポールダンス                                             | 白間美瑠                                                                                   | 杢代                             | 6月7日         | 生放送                                 |
| 356 | レザークラフト                                           | 本田仁美（AKB48）                                                                          | 華                               | 6月13日        |                                        |
| 357 | ONE N' ONLY                                              | ONE N' ONLY 竹財輝之助                                                                     | 杢代                             | 6月14日        |                                        |
| 358 | ラジオ                                                   | 髙橋ひかる                                                                                 | 杢代                             | 6月21日        | 生放送                                 |
| 359 | サウナ                                                   | 鳥越裕貴 マグ万平                                                                          | 金子                             | 6月27日        |                                        |
| 360 | メンズ美容                                               | 大平祥生（JO1）                                                                            | くれまぐ                         | 6月28日        | 生放送                                 |
| 361 | フォーエイト48                                           | フォーエイト48 山之内すず VTR出演：エハラマサヒロ                                          |                                  | 7月4日         |                                        |
| 362 | クレーンゲーム                                           | 高本彩花（日向坂46） JIN                                                                   | 金子                             | 7月5日         | 生放送                                 |
| 363 | 古墳                                                     | 小宮有紗（Aqours）                                                                         | わたげ                           | 7月11日        |                                        |
| 364 | 野鳥観察                                                 | 太田駿静（OCTPATH）                                                                        | 華                               | 7月12日        |                                        |
| 365 | 防災無線チャイム                                         | 松田里奈（櫻坂46）                                                                         | もりしゅ                         | 7月19日        |                                        |
| 366 | Saucy Dog                                                | Saucy Dog 山之内すず                                                                       | 華                               | 7月25日        |                                        |
| 367 | 音鉄                                                     | 田島将吾（INI）                                                                            | わたげ                           | 7月26日        |                                        |
| 368 | 合唱                                                     | DISH//                                                                                     | 華                               | 8月2日         | 生放送                                 |
| 369 | 科学実験沼スペシャル                                     | 莉子 市岡元気 くられ                                                                       | 華                               | 8月20日        | 60分スペシャル （21:00 - 22:00）       |
| 370 | スパイス                                                 | セントチヒロ・チッチ（BiSH）                                                               | もりしゅ                         | 9月5日         |                                        |
| 371 | アイドルコピーダンス                                     | 鈴木愛理                                                                                   | くれまぐ                         | 9月6日         | 生放送                                 |
| 372 | Creepy Nuts                                              | Creepy Nuts 見取り図                                                                       | しゅーと                         | 9月12日        |                                        |
| 373 | ダム                                                     | みりちゃむ                                                                                 | 金子                             | 9月13日        | 生放送                                 |
| 374 | 縄文                                                     | 和田雅成                                                                                   | くれまぐ                         | 9月27日        | 生放送                                 |
| 375 | 淡水魚                                                   | 中島颯太（FANTASTICS from EXILE TRIBE）                                                    | わたげ                           | 10月3日        |                                        |
| 376 | 山登り                                                   | 木村柾哉（INI）                                                                            | もりしゅ                         | 10月11日       | 生放送                                 |
| 377 | わさび                                                   | 佐野文哉（OWV）                                                                            | 華                               | 10月17日       |                                        |
| 378 | ヌマーソニック2022                                       | YOASOBI 花譜 ニシダ（ラランド）                                                            | くれまぐ もりしゅ 華 金子 わたげ | 10月22日       | 生放送60分スペシャル （16:00 - 17:00） |
| 379 | ベーゴマ                                                 | 稲場愛香                                                                                   | 金子                             | 10月24日       |                                        |
| 380 | 送電鉄塔                                                 | ぁぃぁぃ                                                                                   | 華                               | 10月25日       | [ 注釈 52 ]                            |
| 381 | メタバース ゲーム建築編                                  | 丹生明里（日向坂46）                                                                       | もーりー                         | 10月31日       |                                        |
| 382 | オーケストラ                                             | 野中美希（モーニング娘。'22）                                                              | 華                               | 11月1日        | 生放送                                 |
| 383 | 昆虫写真                                                 | 中島颯太（FANTASTICS from EXILE TRIBE）                                                    | くれまぐ 華                      | 11月7日        | [ 注釈 53 ]                            |
| 384 | 沼ハマSPトークショー                                     | ニシダ（ラランド）                                                                         | くれまぐ もりしゅ 華 金子 わたげ | 11月8日        | [ 注釈 53 ]                            |
| 385 | 切り絵                                                   | 青山なぎさ（Liella!）                                                                      | くれまぐ                         | 11月14日       |                                        |
| 386 | 仏像                                                     | 山崎怜奈                                                                                   | 金子                             | 11月15日       | 生放送                                 |
| 387 | ヒプノシスマイク                                         | 木村昴 浅沼晋太郎                                                                          | 華                               | 11月21日       | MC松永のみ                             |
| 388 | 踊り手                                                   | 木村柾哉（INI）                                                                            | 華                               | 11月22日       | 生放送                                 |
| 389 | インド舞踊                                               | 段原瑠々（Juice=Juice）                                                                    | 金子                             | 11月28日       |                                        |
| 390 | ジェットコースター                                       | 井上瑞稀（HiHi Jets／ジャニーズJr.）                                                       | わたげ                           | 11月29日       |                                        |
| 391 | ハマったさんボイス2 〜「君の声が聴きたい」プロジェクト〜 | 伊東健人                                                                                   |                                  | 12月5日        | [ 注釈 54 ]                            |
| 392 | ボードゲーム                                             | 春日俊彰（オードリー）                                                                     | もりしゅ                         | 12月6日        | 生放送                                 |
| 393 | KENDAMA                                                  | 武元唯衣（櫻坂46） ISSEI                                                                   | わたげ                           | 12月12日       |                                        |
| 394 | SNSバズり                                                | THE SUPER FRUIT FRUITS ZIPPER                                                              | 華                               | 12月19日       |                                        |
| 395 | 魚の骨                                                   | 香音                                                                                       | わたげ                           | 12月20日       | 生放送                                 |
| 396 | ネオン                                                   | 降幡愛                                                                                     | 華                               | 2023年 1月16日 |                                        |
| 397 | 雲                                                       | 髙橋ひかる                                                                                 | もりしゅ                         | 1月17日        | 生放送                                 |
| 398 | 落語                                                     | 志田音々 VTR出演：ニシダ（ラランド）                                                       | わたげ                           | 1月23日        |                                        |
| 399 | コスプレ                                                 | 佐藤景瑚（JO1） あかせあかり R-指定（Creepy Nuts）                                         | わたげ                           | 1月24日        | 生放送 MCはサーヤのみ                  |
| 400 | 路線バス                                                 | 潮紗理菜（日向坂46）                                                                       | くれまぐ 華                      | 1月30日        |                                        |
| 401 | アクアリウム                                             | 山根良顕（アンガールズ）                                                                   | もりしゅ                         | 1月31日        | 生放送                                 |
| 402 | 昭和レトロ自販機                                         | 尾木波菜（≠ME）                                                                            | 金子                             | 2月13日        |                                        |
| 403 | LE SSERAFIM                                              | LE SSERAFIM かなで                                                                         | 華                               | 2月20日        |                                        |
| 404 | アニソン                                                 | 佐野雄大（INI） ReoNa                                                                      | 華                               | 2月21日        | 生放送                                 |
| 405 | みそ汁                                                   | 本田康祐（OWV）                                                                            | 華                               | 2月27日        |                                        |
| 406 | ファミコン                                               | ハリウッドザコシショウ                                                                     | わたげ                           | 2月28日        | 生放送                                 |
| 407 | マンホール                                               | 守屋麗奈（櫻坂46）                                                                         | もりしゅ                         | 3月6日         |                                        |
| 408 | ano                                                      | ano レインボー VTR出演：なえなの                                                           | 華                               | 3月7日         |                                        |
| 409 | 飛行機ウォッチング                                       | 奥仲麻琴                                                                                   | 金子                             | 3月13日        |                                        |
| 410 | モールス信号                                             | 譜久村聖（モーニング娘。'23）                                                              | わたげ                           | 3月20日        | 生放送                                 |
| 411 | 大正ロマン                                               | 長谷川慎（THE RAMPAGE from EXILE TRIBE）                                                   | わたげ                           | 3月27日        |                                        |
| 412 | DJ松永                                                   | 三四郎                                                                                     | 華                               | 3月28日        | 生放送                                 |

### 2023年度
| 回  | きょうの沼                                           | 企画コーナー                                                                                                | ゲスト | プレゼンター | リポーター     | 初回放送日     | 備考                                       |
| --- | ---------------------------------------------------- | --- | --- | ------------ | -------------- | -------------- | ------------------------------------------ |
| 413 | マジック                                             | マンガ“最恐”キャラ                                                                                          | 佐藤景瑚（JO1） VTR出演：小沢仁志、村上和成、白畑真逸                                                                   | オカリナ     | 華             | 2023年 4月8日  |                                            |
| 414 | ドローン                                             | 異世界アニメ                                                                                                | 岩谷翔吾（THR RAMPAGE from EXILE TRIBE）                                                                                | オカリナ     | 西本           | 4月15日        |                                            |
| 415 | モフモフわんちゃん                                   | 忍者 | 中川勝就（OWV） | 森本         | 桑山           | 4月22日        |                                            |
| 416 | 恐竜                                                 | マンガ効果音                                                                                                | 大久保波留（DXTEEN） | 野田         | 西本           | 4月29日        |                                            |
| 417 | ハマったさんボイス3                                  | | 森本晋太郎（トンツカタン）                                                                                              |              | 華             | 5月6日         | [ 注釈 55 ]                                |
| 418 | 原宿通い                                             | “セタゴラスイッチ”作り                                                                                      | 坂井仁香（超ときめき♡宣伝部） だーご                                                                                    | きょん       | 華             | 5月13日        |                                            |
| 419 | カラオケ                                             | 華道 | 藤本敏史（FUJIWARA） ゴンゾー                                                                                           | きょん       | 桑山           | 5月20日        |                                            |
| 420 | フリースタイルダンス                                 | 飯ウマ漫画                                                                                                  | SOTA（BE:FIRST） 森のアンドゥー                                                                                         | 野田         | 鎮西           | 5月27日        |                                            |
| 421 | ラップ                                               | アルプホルン                                                                                                | 石田たくみ（カミナリ） KEN THE 390                                                                                      | 森本         | 華             | 6月3日         |                                            |
| 422 | ピクセルアート                                       | ジャグリング                                                                                                | 星街すいせい | 森本         | 西本           | 6月10日        |                                            |
| 423 | 10代がハマるアーティスト特集                         | | &TEAM syudou 野田クリスタル（マヂカルラブリー）                                                                         |              | 鎮西           | 6月17日        |                                            |
| 424 | ディズニー                                           | ディズニーの世界を1日体験!どのキャラクターと何をしたいか                                                    | 濱口優（よゐこ） | オカリナ     | 西本           | 6月24日        | [ 注釈 59 ]                                |
| 425 | ローカル鉄道                                         | アニメの背景美術特集                                                                                        | 瀧野由美子（STU48） | 野田         | 桑山           | 7月1日         |                                            |
| 426 | 短歌                                                 | マンガ名言研究                                                                                              | オーイシマサヨシ | オカリナ     | 鎮西           | 7月8日         | [ 注釈 60 ]                                |
| 427 | ポケモン                                             | 無人島で宝を探すのに連れて行きたいポケモン                                                                  | 本郷奏多 まふまふ | 野田         | 西本           | 7月15日        |                                            |
| 428 | SNSバズり                                            | | 新しい学校のリーダーズ 超ときめき♡宣伝部 末吉9太郎（CUBERS）                                                            |              | 鎮西           | 7月22日        |                                            |
| 429 | 特撮ヒーロー                                         | ①特撮好きの高校生300人に聞いた!後世に語り継ぎたい特撮ヒーロー10選! ②沼ハマ流特撮の爆破シーンを作ってみよう! | 山田裕貴 華 VTR出演：大宮勝雄                                                                                           | オカリナ     | 鎮西           | 7月23日        | 公開生放送50分スペシャル （16:00 - 16:50） |
| 430 | 怪談                                                 | 怖すぎるキャラ                                                                                              | 島田秀平 VTR出演：きょん（コットン）、鎮西寿々歌（FRUITS ZIPPER）                                                       | 野田         | 華             | 8月5日         |                                            |
| 431 | マカロニえんぴつ                                     | | マカロニえんぴつ 嶋佐和也（ニューヨーク）                                                                               |              | 鎮西           | 9月2日         |                                            |
| 432 | 夏祭り                                               | ヲタ芸 | 寺坂頼我 | きょん       | 鎮西           | 9月9日         |                                            |
| 433 | 和菓子                                               | チアリーディング                                                                                            | 田辺智加（ぼる塾） | きょん       | 桑山           | 9月16日        |                                            |
| 434 | 音楽フェス                                           | 鉄道ジオラマ                                                                                                | 栗田航兵（OCTPATH） | 森本         | 西本           | 9月23日        |                                            |
| 435 | 10代にバズルアーティスト TREASURE & imase            | | TREASURE imase 河本準一（次長課長）                                                                                     |              | 西本           | 9月30日        |                                            |
| 436 | お化け屋敷                                           | ダブルダッチ                                                                                                | 浜口京子 | きょん       | 華             | 10月7日        |                                            |
| 437 | 劇団四季                                             | 応援団 | 平野ノラ | きょん       | 桑山           | 10月14日       |                                            |
| 438 | 超リアル!食品サンプル&ダンボールアート               | ビリヤード                                                                                                  | MISATO ANDO 大野萌菜美                                                                                                  | 森本         | 華             | 10月21日       |                                            |
| 439 | バズれ!ダンシングバトル                              | | 武知海青（THE RAMPAGE from EXILE TRIBE）                                                                                |              | 鎮西 西本 桑山 | 10月28日       | 公開生放送 14:00 - 14:45                   |
| 440 | ロボット                                             | 人気のアニメ漫画のキャラクターで「最高に楽しいクラスの席順」を考えよう!                                     | 川西拓実（JO1） | 野田         | 桑山           | 10月28日       |                                            |
| 441 | 学校の放送                                           | 悩めるキャラクターの相談にのってあげよう                                                                    | 鈴木崚汰 伊東健人 VTR出演：小川仁志                                                                                     | オカリナ     | 西本           | 11月4日        | [ 注釈 65 ]                                |
| 442 | ヌマーソニック2023 お笑い                            | ぬっしーのキャラソンを作ろう                                                                                | 髙橋ひかる ニシダ（ラランド） 伊東健人                                                                                  | オカリナ     | 西本 森本      | 11月11日       | [ 注釈 66 ]                                |
| 443 | ヌマーソニック2023 ハマさん、ベースを語る&筋肉       | 憧れの筋肉キャラに変身してみよう!                                                                           | 中島颯太（FANTASTICS from EXILE TRIBE） 上國料萌衣（アンジュルム） ニシダ（ラランド） VTR出演：OKAMOTO'S、谷本道哉      | 野田         | 桑山           | 11月18日       | [ 注釈 68 ]                                |
| 444 | おかあさんといっしょ                                 | | 横山だいすけ コージえんちょう（今田耕司） 長濱ねる                                                                      |              | 鎮西           | 11月25日       | 生放送 18:50 - 19:35                       |
| 445 | 謎解き                                               | | 横山だいすけ コージえんちょう（今田耕司） 長濱ねる 声の出演：羽多野渉、田尻浩章、チョー、間宮くるみ、足立夏海、小林顕作 |              | 鎮西           | 11月25日       | 生放送50分スペシャル （20:00 - 20:50）     |
| 446 | トリッキング                                         | 農業 | 谷口太一（DXTEEN） | 森本         | 桑山           | 12月2日        |                                            |
| 447 | サバイバル                                           | カバディ | 藤崎未夢（NGT48） | きょん       | 華             | 12月9日        |                                            |
| 448 | アーティスト特集 キタニタツヤ & Awich                | | キタニタツヤ沼：キタニタツヤ、伊東健人、くじら Awich沼：Awich、ゆりやんレトリィバァ、香音                               |              | 華 鎮西 桑山   | 12月16日       |                                            |
| 449 | ヌマーソニック2023 マジックショー&ハマったさんクイズ | | もーりーしゅーと ニシダ（ラランド）                                                                                     |              | 華 鎮西 西本   | 12月23日       | [ 注釈 68 ]                                |
| 450 | おさかな                                             | おいしそうに見える料理の描き方を研究しよう!                                                                 | 堀夏喜（FANTASTICS from EXILE TRIBE）                                                                                   | 野田         | 鎮西           | 2024年 1月13日 |                                            |
| 451 | 深海魚                                               | 海にまつわる“エモキュン”漫画を作る!                                                                         | 井澤詩織 伊東健人 平坂寛                                                                                                | 野田         | 桑山           | 1月20日        |                                            |
| 452 | 電子工作                                             | カラーガード                                                                                                | 徳井青空 カズヤシバタ                                                                                                   | 森本         | 西本           | 2月10日        |                                            |
| 453 | ハリー・ポッター                                     | ハリポタ由来のクアッドボールにポチャる                                                                      | 和田颯（Da-iCE） | きょん       | 華             | 2月17日        |                                            |
| 454 | 野鳥撮影                                             | 100巻超えマンガの法則を調べてみた!                                                                          | 寺尾香信（DXTEEN） | 野田         | 華             | 2月24日        |                                            |
| 455 | お城                                                 | | 山崎怜奈 髙塚大夢（INI）                                                                                                |              | 華 桑山        | 3月2日         | 公開生放送50分スペシャル （16:00 - 16:50） |
| 456 | ゴジラ&競馬実況                                      | 大怪獣「野田ラ」を作る                                                                                      | Lynn | 野田         | 西本           | 3月2日         |                                            |
| 457 | コーヒー                                             | 立体紙切り&バルーン&筆ロック                                                                                | オカリナ（おかずクラブ） 山下幸輝（WILD BLUE）                                                                          |              | 華 桑山        | 3月9日         |                                            |
| 458 | ATEEZ edhiii boi                                     | | ATEEZ edhiii boi ONE N' ONLY                                                                                            | 華 森本      |                | 3月16日        |                                            |

### 2024年度
当年より、一部の回の再編集版が動画投稿サイトの協会公式チャンネルに投稿されている。
| 回  | きょうの沼                    | 企画コーナー             | ゲスト                                                            | プレゼンター   | リポーター      | 初回放送日     | 備考                       |
| --- | ----------------------------- | ------------------------ | ----------------------------------------------------------------- | -------------- | --------------- | -------------- | -------------------------- |
| 459 | トイブロック                  | ぬまスク                 | 野中美希（モーニング娘。'24）                                     | たける         | 鎮西 桑山 #KT   | 2024年 4月6日  |                            |
| 460 | サンバ                        | ぬまッスル!!             |                                                                   | 野田 木村      | 華              | 4月13日        |                            |
| 461 | ストリートピアノ              | ぬまスク                 | Hina                                                              |                | きょん 桑山     | 4月20日        |                            |
| 462 | ME:I                          |                          | 横澤夏子 YUMEKI                                                   | 森本 鎮西      |                 | 4月27日        |                            |
| 463 | 妖怪                          | ぬまスク                 | 井澤詩織                                                          |                | たける 鎮西     | 5月11日        |                            |
| 464 | ドラム                        | ぬまスク                 | 後藤威尊（INI）                                                   | 野田           | #KT             | 5月18日        |                            |
| 465 | 折り紙                        | ぬまスク                 | アンジュルム 戸田拓夫                                             |                | たける 華       | 5月25日        |                            |
| 456 | 鍵盤ハーモニカ                | ぬまッスル!!             | 白岩瑠姫（JO1）                                                   | 野田           | 華              | 6月1日         |                            |
| 457 | 歌ってみた                    | ぬまスク                 | 福田麻貴（3時のヒロイン） いれいす                                |                | 桑山 きょん     | 6月8日         |                            |
| 458 | 地図                          |                          | 森本晋太郎（トンツカタン） 森田ひかる（櫻坂46）                   | 野田           | 西本            | 6月15日        |                            |
| 459 | 貨物列車                      | 札幌発福岡行貨物列車密着 | 江角怜音（≒JOY）                                                  | 野田           | #KT             | 6月22日        |                            |
| 460 | 源氏物語                      | ケマリンピック           | 秋山竜次（ロバート） オカモトショウ（OKAMOTO'S）                  | 野田           | スーパーサイズ  | 6月29日        |                            |
| 461 | プロレス追っかけ              |                          | 湯本亜美                                                          | 野田クリスタル | 華              | 7月6日         |                            |
| 462 | ブレイキン2                   |                          | 段原瑠々（Juice=Juice） DRAGON                                    |                | きょん 桑山     | 7月13日        |                            |
| 463 | 水曜日のカンパネラ&ちゃんみな |                          | 水曜日のカンパネラ ちゃんみな エルフ 奥平大兼 ぺえ Aisho Nakajima | 森本 #KT       |                 | 7月20日        |                            |
| 464 | ファッション                  |                          | MOMONA（ME:I） 樋口幸平                                           | たける         | 華              | 7月21日        | 公開生放送 16:00 - 16:50   |
| 465 | 緑黄色社会×NコンSP            |                          | 緑黄色社会                                                        | たける         | 鎮西            | 8月17日        |                            |
| 466 | 大きな鳥                      |                          | 渕上舞                                                            |                | ホテイソン #KT  | 8月24日        |                            |
| 467 | パン2                         |                          | 守屋麗奈（櫻坂46）                                                | たける 野田    |                 | 8月31日        |                            |
| 468 | NEXZ&コレサワ                 |                          | NEXZ コレサワ 超ときめき♡宣伝部 ティモンディ                      | 森本 鎮西 #KT  |                 | 9月14日        |                            |
| 469 | RIIZE&ピーナッツくん          |                          | RIIZE ピーナッツくん こがけん 武内駿輔                            | 桑山 森本      |                 | 9月21日        |                            |
| 470 | ヨーヨー2                     |                          |                                                                   | 野田 RIKU      | #KT             | 9月28日        |                            |
| 471 | ラーメン3                     |                          | SUSURU 大谷映美里（=LOVE）                                        |                | たける 西本     | 10月5日        |                            |
| 472 | RCカー2&ヘリ                  |                          | 木村慧人（FANTASTICS from EXILE TRIBE）                           |                | たける 桑山     | 10月12日       |                            |
| 473 | 回してみた                    | ぬまスク                 | 谷口愛季（櫻坂46）                                                |                | きょん 鎮西     | 10月19日       |                            |
| 474 | だじゃれ                      | ぬまスク                 | 花譜                                                              |                | きょん 華       | 10月26日       |                            |
| 475 | 忍者2                         |                          |                                                                   | ティモンディ   | 桑山            | 11月9日        |                            |
| 476 | 昭和アイドル/ゴス&ロリ        |                          | MAKI（&TEAM） 山中柔太朗（M!LK）                                  | 野田 #KT       | 華 たける       | 11月16日       |                            |
| 477 | チーズ2                       | 料理ッスル!!             | 田島将吾（INI）                                                   | 野田           | 華              | 11月23日       |                            |
| 478 | クジラ                        |                          | 金子貴俊                                                          |                | 桑山            | 11月30日       |                            |
| 479 | パフォーマー                  |                          | 辻野かなみ（超ときめき♡宣伝部）                                   |                | 西本 たける     | 12月7日        |                            |
| 480 | フリースタイルバスケ2         | ぬまスク                 | 石森璃花（櫻坂46）                                                |                | たける          | 12月14日       |                            |
| 481 | こっちのけんと&Liella!        |                          | こっちのけんと Liella!                                            |                |                 | 12月21日       |                            |
| 482 | ジモト                        |                          | 高橋みなみ                                                        |                | ニシダ          | 12月28日       | サーヤの地元・八王子を紹介 |
| 483 | サル                          |                          | 鶴嶋乃愛                                                          |                | たける 西本     | 2025年 1月11日 |                            |
| 484 | サウナ2                       | ぬまスク                 | 加藤ナナ                                                          |                | きょん 華       | 1月18日        |                            |
| 485 | ピッツァ                      |                          |                                                                   |                | ジローラモ 西本 | 1月25日        |                            |
| 486 | 相撲                          |                          | 松村沙友理 MAKI（&TEAM）                                          |                | 桑山 赤井       | 2月1日         |                            |
| 487 | 馬2                           | ぬまスク                 | Lynn                                                              |                | たける 桑山     | 2月15日        |                            |
| 488 | 花火                          | ぬまスク                 | 髙松瞳（=LOVE）                                                   |                | きょん 鎮西     | 2月22日        |                            |
| 489 | エレキギター                  | ぬまッスル!!             | のん SUGIZO                                                       | 野田           | 西本 華         | 3月1日         |                            |
| 490 | VR                            |                          | スタンミ                                                          |                | #KT             | 3月8日         |                            |
| 491 | CUTIE STREET&しなこ           |                          | CUTIE STREET しなこ                                               | 森本 あぃり    |                 | 3月15日        |                            |
| 491 | けん玉                        |                          | 三山ひろし RAN（ME:I）                                            | 野田           | 西本            | 3月29日        |                            |

### 完全版
| タイトル                    | テーマ  | 初回放送日時                 | 分数 | 通常版放送日   |
| --------------------------- | ------- | ---------------------------- | ---- | -------------- |
| Perfume×高校生コラボ 完全版 | Perfume | 2019年12月22日 0:30 - 1:15   | 45分 | 2019年11月20日 |
| 吹奏楽沼拡大版スペシャル    | 吹奏楽2 | 2020年10月24日 15:30 - 16:25 | 55分 | 2020年9月30日  |
| NiziU沼 拡大版              | NiziU   | 2020年12月25日 1:45 - 2:40   | 55分 | 2020年12月1日  |

## スタッフ
- 制作協力：ViViA、THE WORKS、DIRECTIONS、マジックボックス、74、SION、アマゾンラテルナ、ドットフレーム、エッジュ
- 制作：NHKエデュケーショナル、NHKエンタープライズ（アーティスト系のみ）
- 制作・著作：NHK